# Вирма (станция)
Ви́рма — станция (тип населённого пункта) в составе Сумпосадского сельского поселения Беломорского района Республики Карелия России. Постоянного населения нет.

## География
Находится в северо-восточной части Республики Карелия в лесной местности на побережье Онежской губы, в 2-3 километрах от Белого моря, в 44 километрах от Беломорска.

## История
Населённый пункт возник при станции Вирма современного Петрозаводского региона Октябрьской железной дороги. Станция открыта в 1941 году, получив название от расположенного в 3 километрах западнее одноимённого поморского села.

## Население
| 2002 | 2010 | 2013 |
| ---- | ---- | ---- |
| 0    | →0   | →0   |

## Инфраструктура
Путевое хозяйство станции Вирма.

## Транспорт
Железнодорожный и автомобильный транспорт.
Проходит региональная автодорога 86 ОП РЗ 86К-20.